# Atrichopogon eximiunguis
Atrichopogon eximiunguis är en tvåvingeart som beskrevs av Bose och Gupta 2003. Atrichopogon eximiunguis ingår i släktet Atrichopogon och familjen svidknott. Inga underarter finns listade i Catalogue of Life.